# Roman Goś
Roman Goś (ur. 20 maja 1945 w Budziwoju) – polski okulista, pułkownik, profesor medycyny w zakresie chorób oczu. 
Do liceum uczęszczał w podrzeszowskim Tyczynie. Dyplom lekarski z I lokatą oraz stopień oficerski zdobył w 1969 na Wydziale Lekarskim łódzkiej Wojskowej Akademii Medycznej (WAM). Przez trzy lata (1968-1970) studiował także biochemię na Uniwersytecie Łódzkim. Doktorat (1976) oraz habilitację (1984) obronił na WAM. 
Jako lekarz wojskowy służył (1977) w misji pokojowej UNEF w Egipcie. Kierownik Kliniki Okulistycznej WAM (1991-2002). Po połączeniu WAM z łódzką Akademią Medyczną został kierownikiem Katedry Chorób Oczu nowo powstałego Uniwersytetu Medycznego oraz kierownikiem Kliniki Okulistyki i Rehabilitacji Wzrokowej Uniwersyteckiego Szpitala Klinicznego nr 2 im. WAM w Łodzi (2002-2008). Od 2008 prodziekan ds. nauki Wydziału Wojskowo-Lekarskiego Uniwersytetu Medycznego w Łodzi.
Był zastępcą redaktora naczelnego „Kliniki Ocznej" (2001-2004). Od 1971 członek Polskiego Towarzystwa Okulistycznego (wiceprzewodniczący w latach 2001-2007). Łódzki konsultant wojewódzki w dziedzinie okulistyki na lata 2012-2017. Jest członkiem rady naukowej wydawanego od marca 2014 roku kwartalnika naukowego „OphthaTherapy. Terapie w Okulistyce".